# Serhij Petrenko
Serhij Volodymyrovyč Petrenko (in ucraino Сергій Володимирович Петренко?, in russo Сергей Владимирович Петренко?, Sergej Vladimirovič Petrenko; Chmel'nyc'kyj, 8 dicembre 1956) è un ex canoista sovietico di origine ucraina.

## Palmarès

### Olimpiadi
- 2 medaglie:
  - 2 ori (Montréal 1976 nel C2 500 metri; Montréal 1976 nel C2 1000 metri)

### Mondiali
- 7 medaglie:
  - 3 ori (Città del Messico 1974 nel C1 500 metri; Belgrado 1975 nel C1 500 metri; Sofia 1977 nel C2 10000 metri)
  - 3 argenti (Belgrado 1978 nel C1 500 metri; Belgrado 1979 nel C1 500 metri; Belgrado 1982 nel C2 500 metri)
  - 1 bronzo (Tampere 1983 nel C2 10000 metri)